# Cameron Bayly
Cameron Bayly (Adelaida, 11 de octubre de 1990) es un ciclista australiano.

## Palmarés
2016
- 1 etapa del Tour del Lago Taihu

2018
- 1 etapa del Tour de Taiwán[1]